# Nile Rodgers
Nile Gregory Rodgers (ur. 19 września 1952 w Nowym Jorku) – amerykański producent muzyczny, kompozytor, autor tekstów piosenek, aranżer i gitarzysta. Współzałożyciel zespołu Chic, grającego muzykę disco i funk.

## Kariera
Wraz z zespołem Chic, założonym w 1976 roku, wydał w sumie dziewięć albumów studyjnych. Ostatni, It’s About Time, miał premierę w kwietniu 2016. Single grupy Chic, jak np. „Le Freak” czy „I Want Your Love”, plasowały się wysoko na listach przebojów. „Le Freak” włączony został w skład Grammy Hall of Fame. Nile Rodgers nagrał cztery albumy solowe, wśród nich B-Movie Matinee (1985), płytę, z której wylansowano przebój „Let’s Go Out Tonight”. Produkował albumy Madonny, Diany Ross, Davida Bowiego, Micka Jaggera czy grup Depeche Mode i Duran Duran. W 2015 wyróżniono go nagrodą Goldene Kamera, przyznawaną za całokształt twórczości. W 2016 brał udział w nagrywaniu piosenki „Telepathy”, powstałej przy współudziale Christiny Aguilery.